# Wereldkampioenschappen synchroonzwemmen 2017 – Gemengd duet technische routine
De technische routine voor gemengde duetten tijdens de wereldkampioenschappen synchroonzwemmen 2017 vond plaats op 15 en 17 juli 2017 in het Városliget in Boedapest.

## Uitslag
| Rang   | Land             | Naam                                   | Voorronde | Voorronde | Finale  | Finale |
| Rang   | Land             | Naam                                   | Punten    | Rang      | Punten  | Rang   |
| ------ | ---------------- | -------------------------------------- | --------- | --------- | ------- | ------ |
| Goud   | Italië           | Manila Flamini Giorgio Minisini        | 88.2492   | 2         | 90.2979 | 1      |
| Zilver | Rusland          | Michaela Kalantsja Aleksandr Maltsev   | 88.4847   | 1         | 90.2639 | 2      |
| Brons  | Verenigde Staten | Bill May Kanako Spendlove              | 87.9086   | 3         | 87.6682 | 3      |
| 4      | Japan            | Atsushi Abe Yumi Adachi                | 84.8153   | 4         | 86.2679 | 4      |
| 5      | Spanje           | Berta Ferreras Pau Ribes               | 83.4865   | 5         | 84.3336 | 5      |
| 6      | Canada           | Rene Prevost Isabelle Rampling         | 81.3330   | 6         | 82.3413 | 6      |
| 7      | Brazilië         | Renan Souza Giovana Stephan            | 77.1826   | 7         | 79.0853 | 7      |
| 8      | Duitsland        | Amelie Ebert Niklas Stoepel            | 72.6988   | 8         | 70.3147 | 8      |
| 9      | Griekenland      | Vasileios Gkortsilas Olga Kourgiantaki | 68.1346   | 9         | 69.8654 | 9      |
| 10     | Panama           | Gabriela Bello Alberto Pinto           | 59.5706   | 10        | 59.8113 | 10     |